# تحالف السيادة
تحالف السيادة هو أكبر تحالف سياسي عراقي سُني عربي، إثر الانتخابات التشريعية العراقية 2021 تأسس يوم 25 كانون الثاني سنة 2022، برئاسة خميس الخنجر متكوّناً من تحالف تقدم الذي يرأسه محمد الحلبوسي ومن تحالف عزم الذي كان يرأسه خميس الخنجر، للتحالف 63 مقعداً في مجلس النواب العراقي اما رئيس كتلة تحالف السيادة النيابية هو الشيخ شعلان عبد الجبار الكريم.

## بيان التأسيس
وقّعَ بيانَ التأسيس خميسُ الخنجر رئيسُ تحالف السيادة، ومما ذُكر فيه «نتقدم اليوم بكل عزم، التزاماً بتطلعات جماهيرنا، وحرصا على مصالحه بتشكيل فريق واحد مؤمن بحب العراق، وثابت في الدفاع عن حقوق أهله وجماهيره التي يمثلها، ولأجل كل نازح أو مختفٍ قسريا أو مظلوم نعلن اليوم لشعبنا الكريم عن تأسيس تحالف سياسي شامل يسعى إلى ترسيخ سيادة العراق وضمان بناء دولة مواطنة حقيقية…سيكون «تحالف السيادة» رايتكم التي لن تخذلكم أبدا ولن تتخلى عن قضاياكم العادلة، بالشراكة مع كل القوى الوطنية التي تعمل على إنقاذ الوطن وخدمة المواطن…سنعمل على دعم قواتنا بكل صنوفها في حربنا على الإرهاب، كما نعمل على حصر السلاح بيد الدولة ومؤسساتها الرسمية فقط»، مشيراً إلى «تقديم ورقة وطنية موحدة ترسم الطريق الأفضل للخلاص والتغيير المنشود».